# Крістоф Роже-Васслен
Крістоф Роже-Васслен (фр. Christophe Roger-Vasselin; нар. 8 липня 1957) — колишній французький тенісист.
Найвищу одиночну позицію світового рейтингу — 29 місце досяг 20 червня 1983, парну — 266 місце — 2 січня 1984 року.
Здобув 7 одиночних та 2 парні титули.
Найвищим досягненням на турнірах Великого шолома був півфінал в одиночному розряді.
Завершив кар'єру 1985 року.

## Фінали за кар'єру

### Одиночний розряд (2 поразки)
| Результат | W/L | Дата     | Турнір                    | Покриття | Суперник       | Рахунок                 |
| --------- | --- | -------- | ------------------------- | -------- | -------------- | ----------------------- |
| Поразка   | 0–1 | Вер 1977 | Париж, Франція            | Ґрунт    | Гільєрмо Вілас | 1–6, 1–6, 6–7           |
| Поразка   | 0–2 | Тра 1981 | Мюнхен, Західна Німеччина | Ґрунт    | Кріс Льюїс     | 6–4, 2–6, 6–2, 1–6, 1–6 |

### Парний розряд (2 перемоги)
| Результат | W/L | Дата     | Турнір          | Покриття | Партнер        | Суперники               | Рахунок       |
| --------- | --- | -------- | --------------- | -------- | -------------- | ----------------------- | ------------- |
| Перемога  | 1–0 | Вер 1977 | Париж, Франція  | Ґрунт    | Жак Тамен      | Іліє Настасе Йон Ціріак | 6–2, 4–6, 6–3 |
| Перемога  | 2–0 | Чер 1980 | Відень, Австрія | Ґрунт    | Джанні Оклеппо | Павел Сложил Томаш Шмід | без гри       |